# Station Chambéry-Challes-les-Eaux
Station Chambéry - Challes-les-Eaux is een spoorwegstation in de Franse stad Chambéry.